# Antal Rogán
Antal Rogán (* 29. Januar 1972 in Körmend) ist ein ungarischer Wirtschaftswissenschaftler und Politiker der Fidesz-Partei, der von 2006 bis 2014 Bürgermeister von Belvaros-Lipotvaros (fünfter Bezirk von Budapest) war.
Nach den Parlamentswahlen 1998 wurde er erstmals Mitglied des ungarischen Parlaments. Seit dem 2. Juni 2012 war er Vorsitzender der Fidesz-Fraktion im Parlament. Seit dem 17. Oktober 2015 ist Rogán Minister und Leiter des Kabinettbüros des Premierministers in den Kabinetten Orbán III, Orbán IV und Orbán V.

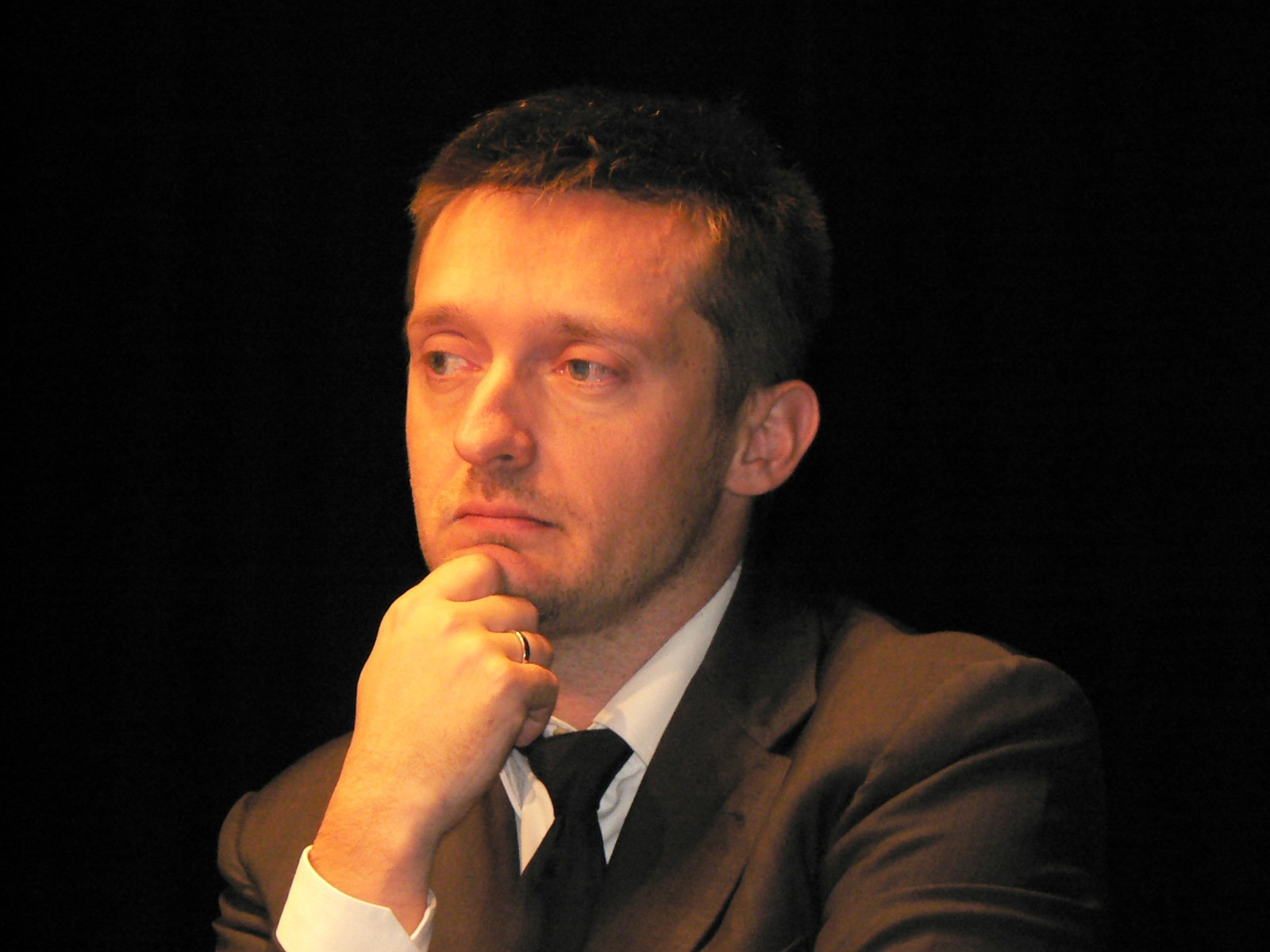
Antal Rogán (2009)

Am Anfang Januar 2025 setzte die US-Regierung unter Biden ihn wegen Korruption auf die OFAC Sanktionsliste. Diese Sanktion endete unter Präsident Trump im April 2025.

## Leben
Er ist aktuell (Stand 8. März 2023) zum dritten Mal verheiratet. Rogáns Familie ist slowenischer Abstammung und stammt aus der Mark Raba im Komitat Vas. Seine erste Frau war Alexandra Sonnevend und seine zweite war Cecília Gaál Rogán. Er ist Vater von drei Söhnen: Dániel, Áron und András.